# Owen Klassen
Owen James Klassen (Kingston, 31 oktober 1991) is een Canadees basketballer.

## Carrière
Klassen speelde collegebasketbal voor Acadia Axemen voordat hij zich kandidaat stelde voor de NBA draft van 2014. Hij werd niet gekozen en tekende bij de Macedonische ploeg KK MZT Skopje. Het seizoen erop ging hij spelen voor het Duits Phoenix Hagen waar hij anderhalf seizoen doorbracht. Van 2016 tot 2017 speelde hij bij KK Budućnost waarmee hij landskampioen werd en de beker won. In 2017 speelde hij kort voor het Griekse PAOK Saloniki BC, van 2017 tot 2018 speelde hij voor s.Oliver Würzburg en van 2018 tot 2019 speelde hij voor Riesen Ludwigsburg. 
Van 2019 tot 2020 speelde hij voor de Antwerp Giants waarmee hij de beker won. In het seizoen 2020/21 speelde hij voor het Franse Boulazac Basket Dordogne. In maart blesseerde hij zich en werd er een vervanger gezocht en gevonden in Malcolm Rhett. In 2021 maakte hij de overstap naar de Duitse club Löwen Braunschweig. Voor het volgende seizoen maakte hij de overstap naar reeksgenoot EWE Baskets Oldenburg.
In de zomer van 2023 maakte hij de overstap naar Würzburg Baskets waar hij twee seizoenen speelde.

## Erelijst
- Montegrijns landskampioen: 2017
- Montegrijns bekerwinnaar: 2017
- Belgisch bekerwinnaar: 2020
- Universiade: 2011